# Aogashima
Aogashima (青ヶ島村, Aogashima-mura) és un municipi situat en la subprefectura d'Hachijō, Tòquio, Japó. A la data del primer de febrer de 2016, la localitat tenia una població de vora les 168 persones, amb una densitat de població de 28.2 per km². L'àrea total de municipi són 5,96 quilometres quadrats. El municipi compren tota l'Illa d'Aogashima i és el municipi menys poblat de tot el Japó.

## Geografia
El municipi es troba en l'illa del mateix nombre, la qual pertany a la subprefectura d'Hachijô, a l'àrea metropolitana de Tòquio, tot i estar a uns 360 km al sud de la ciutat. Llevat de l'ajuntament, l'oficina governamental més propera es troba a l'illa d'Hachijô, a 68 km.
Aogashima és el municipi menys poblat de tot el Japó i és l'illa més meridional de l'arxipèlag d'Izu.
El clima del municipi és més càlid que el del Tòquio continental degut als corrents d'aire conegut com a Kuroshio.

## Demografia
| Població | 234 | 205 | 192 | 225 | 203 | 237 | 203 | 214 | 201 | 178 |

## Història
- 1785: Durant aquest any una gran erupció volcànica va començar el 18 d'abril i va durar fins a finals de maig. Aquesta és l'activitat volcànica més recent a l'illa fins a l'actualitat. Tot i ser evacuada, part de la població va morir durant aquesta gran desfeta. L'illa restà inhabitada fins uns anys després, quan part dels evacuats a l'illa d'Hachijō van tornar.

## Política local

### Alcaldes[1]
| Alcalde            | Inici del mandat | Fi del mandat | Partit | Partit      |
|                    | 1955             | 1962          |        |             |
| Osamu Okuyama      | 1962             | 1979          |        | Independent |
| Ichirô Sasaki      | 1979             | 1989          |        | Independent |
| Hiroshi Sasaki     | 1989             | 2001          |        | Independent |
| Toshimitsu Kikuchi | 2001             | 2021          |        | Independent |
| Yoshio Tachikawa   | 2021             | 2023          |        | Independent |
| Hiroshi Sasaki     | 2024             | -             |        | Independent |

### Composició de l'Assemblea Local
- President:
- Vice-president:

| Composició de l'Assemblea Local (2017-2021) |              |        |
|                                             | Partit       | Escons |
|                                             | Independents | 6      |
|                                             | Total        | 6      |

## Economia
La població local ha viscut tradicionalment de la pesca i el l'agricultura de subsistència. Tot i que encara avui la pesca és la pràctica econòmica, el turisme s'ha revelat com una forta font d'ingresos per als habitants de l'illa. També és típic la fabricació d'un licor local, el shochu.

## Transports
Degut a la mancança de ports naturals i els forts corrents, Aogashima sempre ha estat un lloc de difícil accés. L'únic port de l'illa, el Port de Sanbô, pot rebre vaixells de fins 500 tones, com el Aogashima-maru, un ferry que fa la línia regular entre l'illa de Hachijō i Aogashima. Durant els dies de mal oratge, el port ha de romandre tancat. També existeix una línia d'helicòpters que fa el trajecte Hachijô-Aogashima.

## Galeria

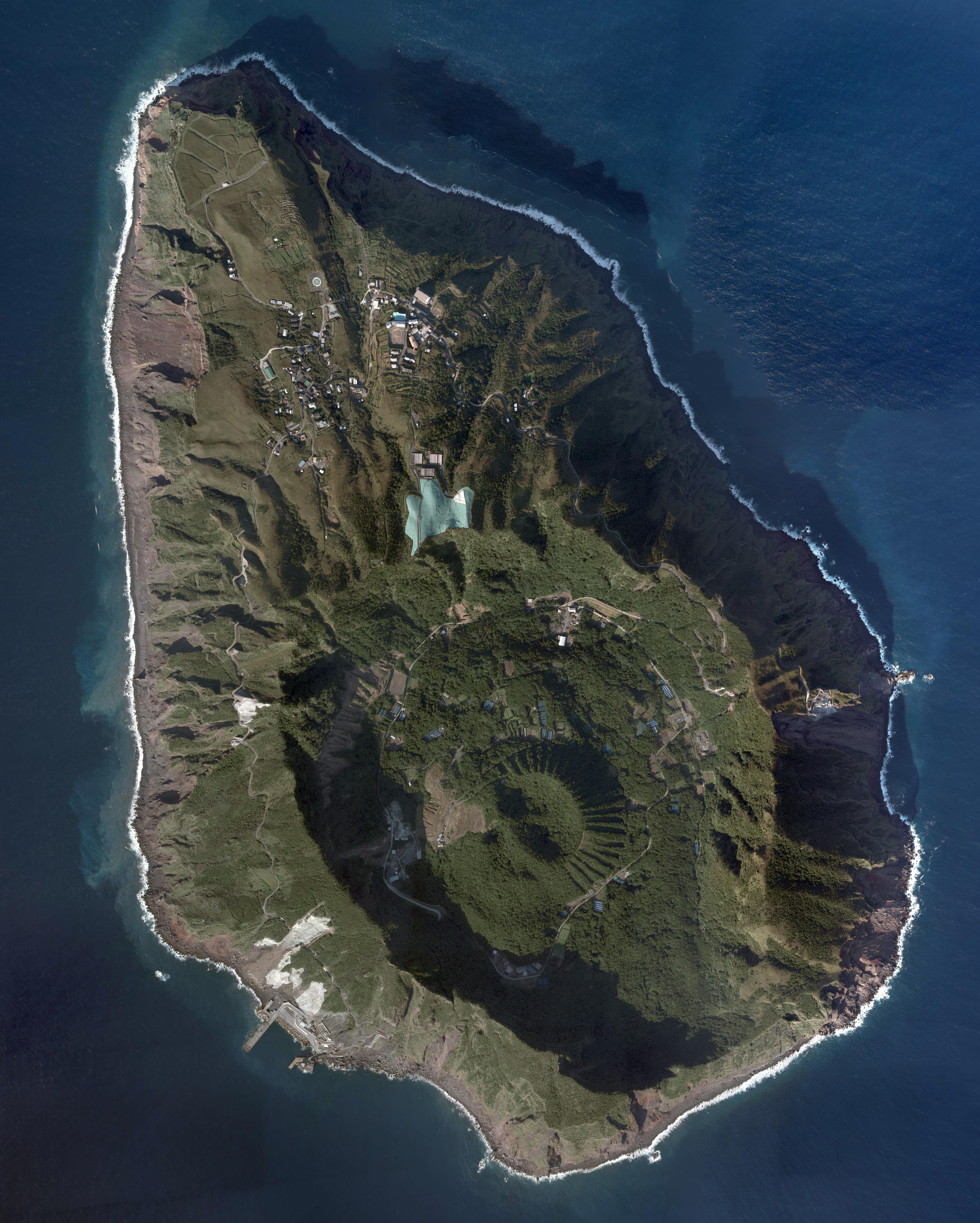
Visió aèria de l'illa
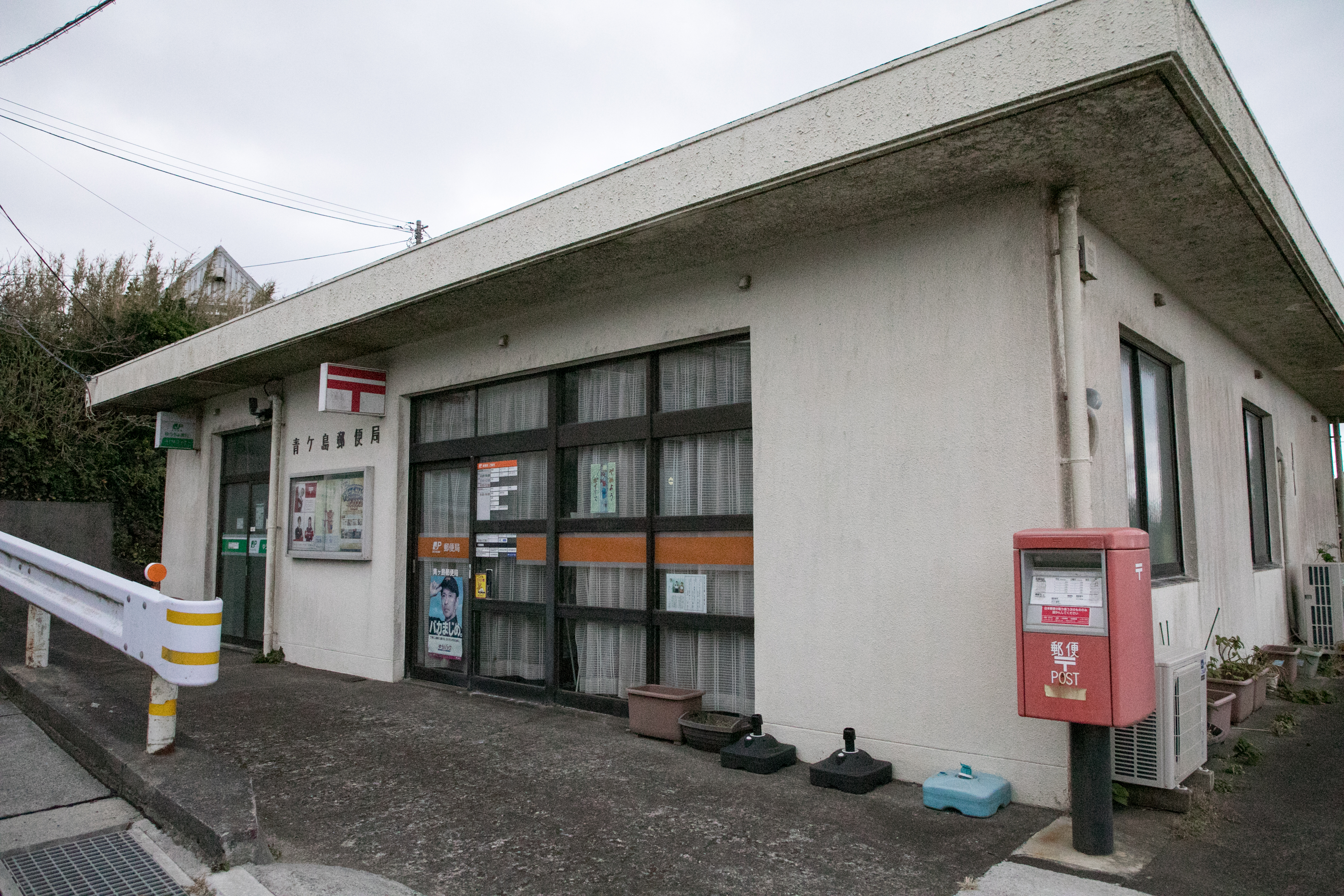
Oficina de correus del poble